# اجفیلد، نورفک
اجفیلد (به انگلیسی: Edgefield) یک روستا و محله مدنی در بریتانیا است که در North Norfolk واقع شده‌است. اجفیلد ۱۰٫۰۷ کیلومتر مربع مساحت و ۳۸۵ نفر جمعیت دارد.